# François Perrier
François Perrier (ur. 18 kwietnia 1835 w Valleraugue, zm. 20 lutego 1888) – francuski generał i geodeta.
Po ukończeniu liceum w Nîmes studiował w koledżu St Barbe a następnie w École Polytechnique, którą ukończył w 1857. Poświęcił się karierze wojskowej; w 1857 został porucznikiem, 1860 – kapitanem, 1874 – majorem kawalerii, a szlify generalskie otrzymał na rok przed śmiercią. 
Zajmował się również działalnością naukową: opublikował pracę o triangulacji Korsyki i związkach trygonometrycznych Francji i Anglii. Jego prace triangulacyjne spowodowało, że został szefem geodetów w armii francuskiej. W roku 1883 wyjechał na Florydę, by obserwować przejście Wenus na tle tarczy Słońca. Został wybrany członkiem Francuskiej Akademii Nauk.

## Hołd
- Jest odznaczony Legią Honorową
- Jego nazwisko pojawiło się na liście 72 nazwisk na wieży Eiffla[2].